# Der Fremde im Park
Der Fremde im Park (Originaltitel La flaqueza del bolchevique) ist das Spielfilmdebüt des spanischen Regisseurs Manuel Martín Cuenca aus dem Jahr 2003. Basierend auf Lorenzo Silvas gleichnamigem Roman, zeigt er einen Madrider Banker in der Midlife-Crisis (Luis Tosar), der zur gleichen Zeit zwei Schwestern nachstellt, die ebenso gegensätzlich sind wie die Beweggründe, die ihn dazu treiben. In der Rolle der jüngeren Schwester, die zunächst als Lolita-Figur rezipiert wurde, gab die 16-jährige María Valverde ihr Leinwanddebüt, für das sie 2004 den Goya als Beste Nachwuchsdarstellerin erhielt.

## Handlung
An einem tristen Madrider Montagmorgen, im stockenden Berufsverkehr, führt ein Moment der Unaufmerksamkeit von „ihm“ zu einer kleinen Karambolage mit „ihr“. Der Sachschaden ist gering, der menschliche umso größer, weckt doch der verbale Schlagabtausch am Unfallort bei beiden Rachegelüste: Er (Pablo) bringt sie per anonymem Anruf in Misskredit, sie (Sonsoles) behauptet gegenüber seiner Versicherung, verletzt worden zu sein. Umgehend verlässt Pablo, leitender Angestellter einer Investmentbank, sein Büro, ohne Rücksicht darauf, dass er seine noch unerfahrene Mitarbeiterin mit einem dringenden Auftrag allein lässt. Er lauert Sonsoles auf und fährt ihr nach, bis sie vor einem Gymnasium hält, wo auf ihr Hupsignal hin ein jugendliches Mädchen sich ihr zuwendet, deren Erscheinung Pablo elektrisiert – und im nächsten Moment neu justiert. Am Tag darauf postiert er sich nahe dem Pausenhof und erlauscht ihren Namen (María) sowie Bruchstücke eines Gesprächs, in dem es um Drogen geht. Das nutzt er aus, um María auf ihrem Heimweg anzusprechen und sich als Polizist in Zivil auszugeben, der Dealern auf der Spur sei. Sie ist vorsichtig genug, ihm nicht ganz zu trauen, reagiert aber weder abweisend noch geschmeichelt. Das imponiert ihm, und am Folgetag täuscht er eine Zufallsbegegnung in einem Park vor. Da María erneut zuhause erwartet wird, pokert er, indem er einen Treff am gleichen Ort um 17 Uhr des nächsten Tages vorschlägt; wenn sie nicht komme, sehe sie ihn nie wieder. Als die vereinbarte Zeit heran ist, bricht er auf, woraufhin María, die sich versteckt hat, ihn zurückruft. Er reagiert abweisend und verlangt, dass sie ihn bittet zu bleiben. Dem gibt sie schließlich nach, worauf sich ein beiderseits vertrauliches Gespräch entspinnt. Das setzt sich bei einem weiteren Treff in einem Schwimmbad fort.
Zur gleichen Zeit kommt auch in Pablos Firma einiges in Bewegung. Seine Mitarbeiterin, deren Probezeit abläuft, soll nicht übernommen werden; er verteidigt sie, aus Mitgefühl oder schlechtem Gewissen, gegenüber seinem Chef und einer Wirtschaftsprüferin, die im Auftrag der Firmenzentrale eine Revision vornimmt. Die attraktive junge Frau, wie Pablo Single, sucht seine Nähe; er lädt sie in seinen Klub ein, verbringt eine Nacht mit ihr und weist sie danach ab. Von María will er sich lösen, weshalb er die Mobilfunknummer, die sie ihm gegeben hat, zerreißt; die Spannung jedoch hält er nicht aus und wählt von seinem Büro aus ihre Festnetznummer – eben jene, unter der er zuvor anonym ihre Schwester Sonsoles in Verruf gebracht hatte. Diese hatte nach einem besonders aggressiven Telefonat mitten in der Nacht einen in ihrer Schuld stehenden Mann eingeschaltet (vermutlich ein Ex-Geliebter), der eine Rufnummernerkennung installieren ließ. Nun, da sie den Stalker identifiziert hat, drängt sie darauf, ihm einen Denkzettel zu verpassen. Der Mann lenkt widerwillig ein und heuert drei käufliche Subjekte an, die Pablo beim Verlassen des Büros folgen und davon überrascht werden, ihn in Begleitung eines jungen Mädchens zu sehen – er hatte María beim zweiten Anruf erreicht und sich mit ihr verabredet. Als beide schließlich an einem einsamen Ort halten, schlagen die Übeltäter zu; statt sich jedoch Pablo vorzunehmen, wendet sich der Anführer María zu; da er sich anschickt, sie zu vergewaltigen, wehrt sie sich, worauf er ausrastet – mit tödlichen Folgen für sie. Die Täter flüchten, Pablo bleibt mit ihr zurück, fassungslos weinend. Das Schlussbild zeigt ihn, unbestimmte Zeit später, beim Antritt einer Gefängnisstrafe.

## Interpretation

### Titel

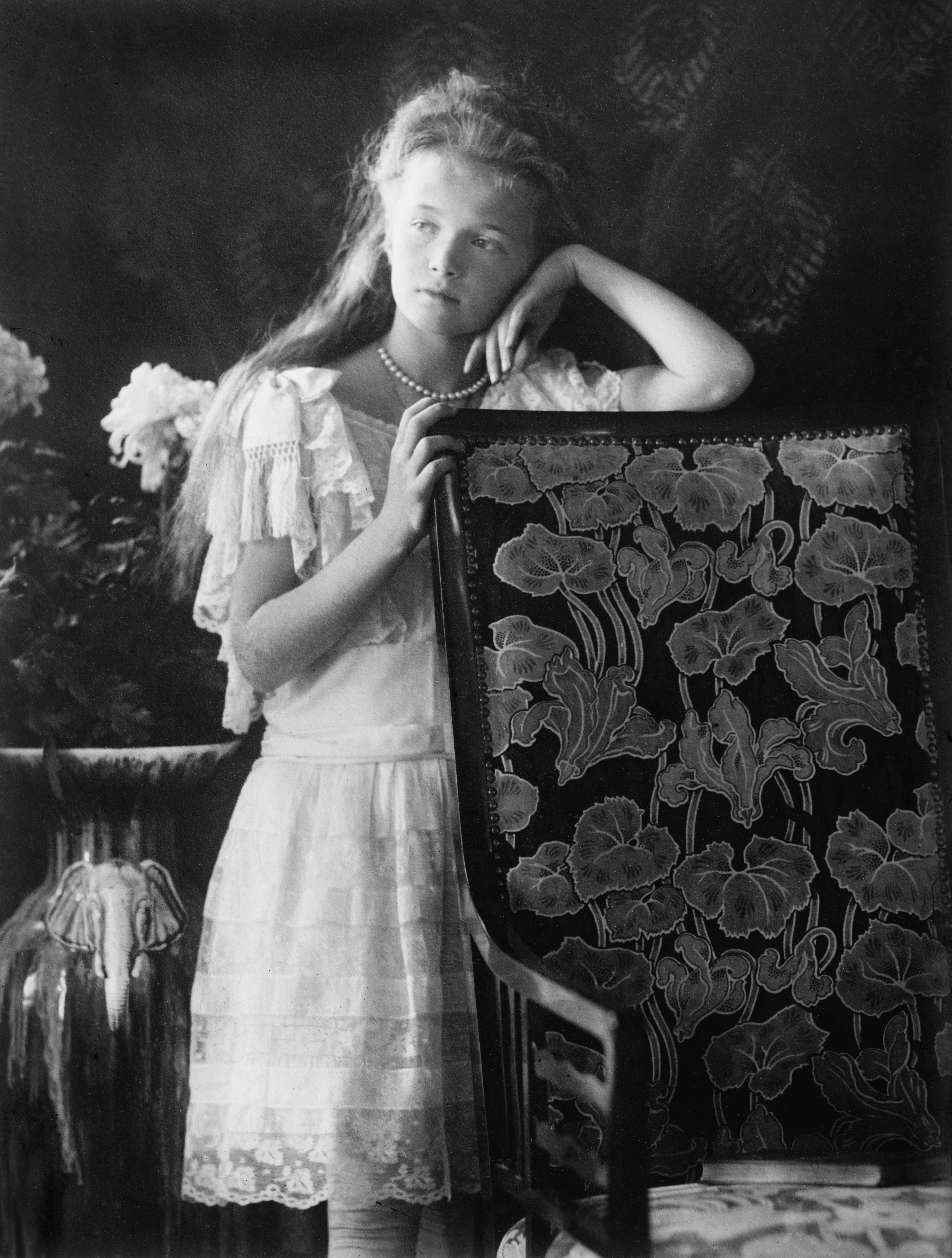
Olga im Jahr 1906, im Alter von 10 oder 11. So zeigt sie auch das Foto im Film.

Romanvorlage und Verfilmung tragen den gleichen Titel: La flaqueza del bolchevique (deutsch Die Schwäche des Bolschewiken). Auch im Ausland entschied man sich zumeist für diesen Titel bzw. dessen Übertragung in die jeweilige Zielsprache. Geändert wurde er beispielsweise für den französischsprachigen Verleih in Sortie de route (deutsch „Ausfahrt“, „Ausgang“), und für den deutschsprachigen in Der Fremde im Park. Allerdings weckt dieser die Erwartung, der Film werde aus der Perspektive des Mädchens erzählt. Das trifft nicht zu, denn man erfährt von dem, was Pablo erlebt, weit mehr, als sie sieht, wogegen die Sicht auf sie und ihre Welt nahezu identisch ist mit der Pablos.
Der Roman baut dem Leser gleich zu Beginn eine Brücke zum Verständnis des Titels. Der Protagonist, Ex-Student der Politikwissenschaft und ehemals Doktorand eines Themas über die Russische Revolution, wird beim Betrachten von Fotos der Töchter des letzten Zaren an jenen Bolschewiken erinnert, der, beauftragt, sie zu erschießen, sich in die älteste Tochter, Olga, verliebt. In dieser Liebe des Bolschewiken die titelgebende „Schwäche“ zu sehen, liegt auf der Hand; Spielraum bleibt dennoch für die Frage nach ihrer Bewertung. Begreift man sie als Zeichen seiner Menschlichkeit, fällt sie positiv aus; negativ hingegen, hält man es für mangelnde Reife, etwas zu wollen, das „unmöglich“ ist.
Übertragen auf Pablo, der sich gegenüber María als „Bolschewik“ bezeichnet, lädt der Film zu einer weiteren Lesart seiner „Schwäche“ ein, gewollt oder versehentlich. Vorbereitet wird sie dort, wo auch der Roman ansetzt, bei Pablos Blick auf die vier Töchter von Nikolaus II: Nacheinander fängt die Kamera ihre Gesichter ein, in Alter und Schönheit sich steigernd bis zu Olga, wo Pablo länger verweilt. Allerdings zeigt es nicht jene Olga, die zum Zeitpunkt ihrer Begegnung mit dem Bolschewiken Anfang 20 ist. Die Olga, deren Anblick Pablo fesselt, ist gerade einmal halb so alt. Dies vor dem Hintergrund seiner schockhaften Erstbegegnung mit María legt nahe, in ihm einen Wiedergänger von Humbert Humbert zu sehen, mit dessen „Schwäche“ für minderjährige Mädchen. Die Filmkritik hat dies mehrheitlich verworfen, wenn auch mitunter erst im zweiten Anlauf.

### Abgrenzung
„Älterer Mann und minderjähriges Mädchen“ als Konstellation einer Zweierbeziehung in der fiktionalen Welt weckt bei vielen mit großer Wahrscheinlichkeit die gleiche Assoziation – Lolita. Zwar fehlt es nicht an Vorläufern, berühmten sogar, wie Goethes Faust, doch Nabokovs Roman und dessen Verfilmungen machten daraus ein Paar, das fester Bestandteil nicht nur der Weltliteratur, sondern der globalen Popkultur geworden ist. Werke mit gleicher oder ähnlicher Konstellation werden daher leicht „kurzgeschlossen“ mit Lolita und den damit verbundenen Erwartungen. Auch La flaqueza entging dem nicht. El País beispielsweise ließ sich von diesem Vorurteil leiten – wofür man sich, nach Erscheinen des Films, in aller Form entschuldigte.
Was La flaqueza del bolchevique von Lolita unterscheidet, geht am deutlichsten hervor aus der Frage, was das jeweilige Paar miteinander verbindet und was es trennt. Humbert und Lolita sind nur durch eins verbunden (Sex); Befriedigung verschafft das nur einem (ihm); ansonsten leben sie, obwohl zwei Jahre ein Paar, völlig aneinander vorbei. Bei Pablo und María ist es im Grunde genau umgekehrt. Was der Zuschauer am ehesten erwartet, ist gerade das, was sie – noch – trennt; stattdessen glückt ihnen, nach anfänglichem Katz-und-Maus-Spiel, binnen weniger Stunden, was manchem Paar ein Leben lang nicht gelingt: eine „Beziehung zwischen Gleichgestellten“ aufzubauen, „die beide etwas im anderen finden, das sie brauchen“. Ihr Scheitern stellt dies nicht in Frage; es ist ja nicht ihre Beziehung, die scheitert. La flaqueza erlaubt daher den Glauben an die Möglichkeit der Liebe eines so ungleichen Paares, wohingegen Lolita von ihrer Unmöglichkeit erzählt.

### Thematik

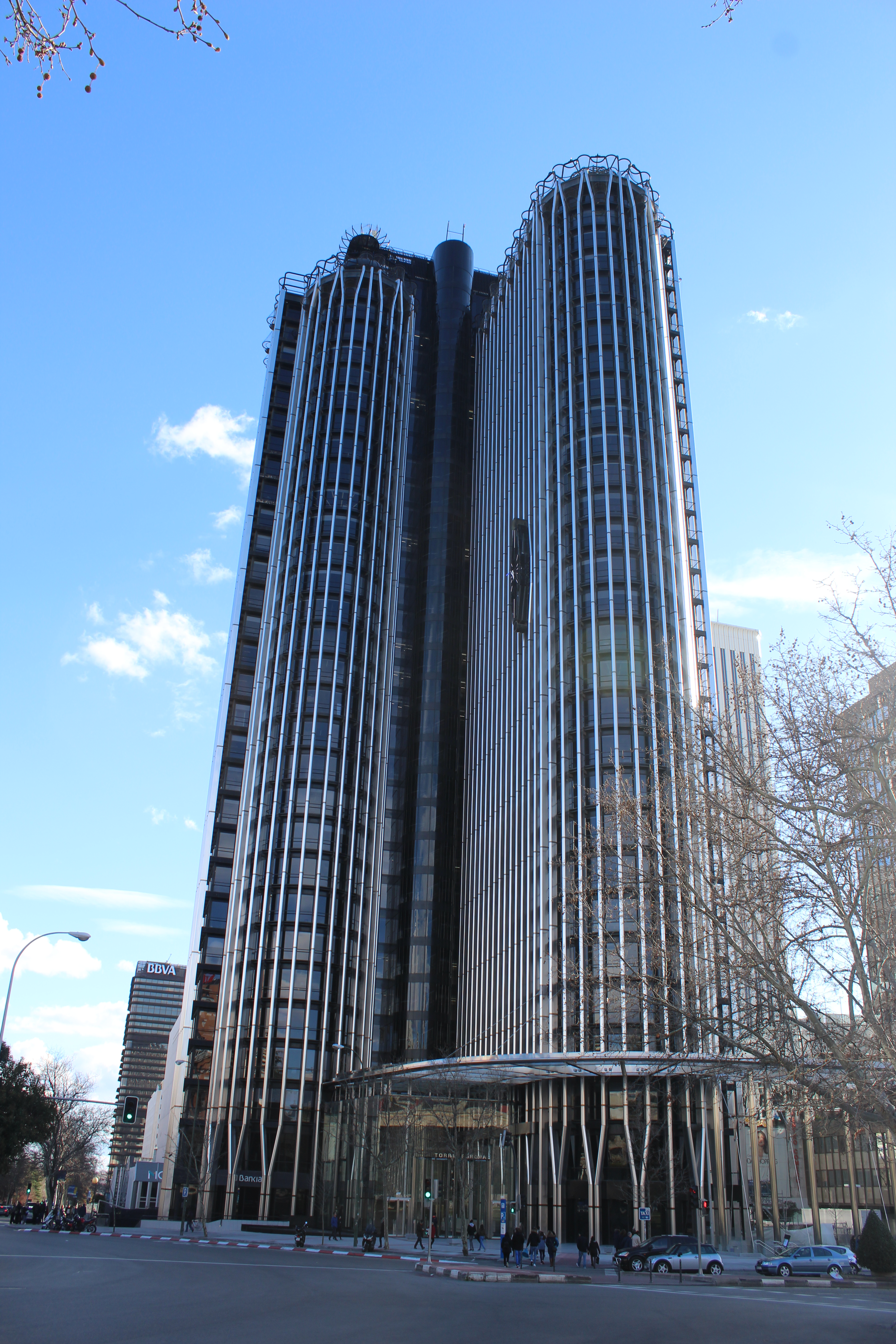
Der Torre Europa im Finanzviertel von Madrid, wo sich auch Pablos Investmentbank eingemietet hat

Worin jenes unbestimmte „Etwas“ besteht, das Pablo und María „brauchen“ und „im anderen finden“, wird in zwei zentralen Dialogen thematisiert. Den ersten führt Pablo mit der Revisorin Eva, die seine Frage, ob sie ihren Job gern tue, ausweichend beantwortet: Sie werde gut bezahlt; zwar seien die Büros überall gleich, aber die Menschen nicht. Er widerspricht entschieden: Auch die Menschen seien überall gleich, allen voran die „Idioten“: jung, gut bezahlt und mobil, hätten sie wohl ab und an ein Wochenende frei, seien aber ansonsten allzeit verfügbar und machten gute Miene zum ungeliebten Spiel, wie „Huren“, wie er und sie zum Beispiel. – Eva, um Fassung bemüht, nimmt noch einmal Bezug zu Pablos Aussage zu Beginn ihres Gesprächs (er wisse nicht, wer er sei) und meint, dies habe er ihr nun gesagt. Doch er widerspricht erneut: „Nein. Ich habe dir gesagt, was ich tue.“
Das zweite Gespräch führt Pablo mit María. Es geht um das gleiche Thema, beginnt etwas allgemeiner („Was magst du?“), doch diesmal ist sie es, die fragt, und er derjenige, der zunächst ausweicht. Sie lässt nicht locker, bis er ernsthaft nachdenkt (sein noch offenes Leben bis 20, Orte der Kindheit). Auch die wohl entscheidende Weichenstellung kommt zur Sprache: Er ließ sich, während er seine Doktorarbeit schon zur Hälfte fertig hatte, von Seelenfängern locken, die um die „intelligentesten Studenten“ warben. Als María schließlich unverblümt fragt, warum er nicht das tue, was ihm gefällt, antwortet er fast gleichlautend wie im ersten Gespräch: „Ich weiß nicht mehr, was das ist.“ Darauf sie: „Ich wette, du weißt es.“
Ich-Störung, Identitätskrise, Identitätsverlust – jeder dieser gängigen Begriffe wäre geeignet, das zentrale Thema des Films kurz zu umreißen. Ein Fall für die Psychiatrie ist Pablo aber nicht, er leidet wohl eher unter einer Midlife-Crisis. Für ihn scheint der heilende Einfluss einer zugewandten, jungen, „reinen“ Seele wie der Marías genau richtig zu sein, um sich aus ihr zu befreien. – Gefällt dir, was du tust?, würde das Thema in die Form einer einprägsamen Botschaft bringen, noch dazu in der klaren, einfachen Sprache des Drehbuchs, das einige Schlüsselwörter leitmotivisch wiederholt; neben „gefallen“ (spanisch „gustar“) tauchen „Hure“ (puta) und „Idiot“ (in mehreren Varianten) häufig auf. – Schließlich könnte man, statt von „Krise“ oder „Verlust“, affirmativ auch von einer Suche nach dem verlorenen Ich sprechen, oder dem gefährdeten Ich, womit María einbezogen wäre. Ihr „Kreuzverhör“ mit Pablo ist ja ebenso Sorge um ihn wie Vorsorge für sie selbst. Ähnlich veranlagt wie er (intelligent, individualistisch, sensibel), gebietet es die Vernunft, das, was sie gern tut, zu pflegen; andernfalls drohen – siehe Pablo – Leere, Langeweile und Zynismus.

## Rezeption
Diverse Genres, denen man La flaqueza del bolchevique zuordnet, lassen ganz unterschiedliche Sichtweisen erkennen: von „schöner Liebesgeschichte“ über „intimes Drama“ bis zu „moralischer Parabel“. Generell bedachte die einheimische Kritik den Film mit viel Lob. Übereinstimmend würdigte man die Wahl der Schauspieler und deren darstellerische Leistung. „Große Sensibilität“ bescheinigt Juan Orellana dem Film, erkennbar vor allem in der Wichtigkeit der „Blicke, die den inneren Prozess einer jeden Figur offenbaren“. Eine gewisse Verwandtschaft bestehe zu Thomas Manns bzw. Luchino Viscontis Tod in Venedig, in dem eine „gepeinigte Seele“ von einer jungfräulichen, reinen, letztlich aber unerreichbaren Schönheit angezogen werde. Aus Sicht von Mirito Torreiro, der die „klare, präzise und elegante Sprache“ des Films hervorhebt, dokumentiere La flaqueza „die schreckliche Leere des zeitgenössischen Lebens“ und rücke damit in die Nähe von Albert Camus’ Der Fremde.
Unzufrieden zeigte sich das Gros der Rezensenten mit dem Filmende. Ohne den „bittersüßen Beigeschmack“, den es hinterlasse, hätte La flaqueza der Film des Jahres werden können, meint Orellana. Andere Attribute („schwach“, „schlimm“) sind noch unbestimmter, sodass offen bleibt, was genau den Unmut erregte. Allein inhaltlich wäre zu differenzieren zwischen Marías Tod, Pablos Reaktion darauf, seiner späteren Akzeptanz einer juristischen Schuld und der diesbezüglichen Leerstelle für den Zuschauer (dem verborgen bleibt, worin diese Schuld besteht). Formal wiederum wäre zumindest die filmische Umsetzung der Szene zu beanstanden, worin der physisch und mental überlegene Pablo sich minutenlang nicht aus der Umklammerung eines wenig entschlossen und profihaft wirkenden Angreifers befreien kann.
Die umfangreichste der vorliegenden Rezensionen ist zugleich die kritischste. Inhaltlich missfällt Migue Holguín vor allem die Figurenzeichnung, die zwei „Kids“ zeige, deren Antrieb die Lust am gesellschaftlichen Regelbruch sei. Pablo attestiert er „pure Unreife“, während ihn an María stört, dass sie mit einer Art „Heiligenschein“ versehen werde. Eine der formalen Schwächen sieht er darin, dass der in den ersten Filmminuten eingesetzte Off-Kommentar des Protagonisten nicht fortgeführt wird; von ihm hätte er sich mehr Klarheit versprochen. Das Ende wiederum erscheint ihm „etwas vorhersehbar“ – als logische Folge allerdings einer von Anfang an „kranken“, „widerwärtigen“ Beziehung.

### Auszeichnungen
Goya 2004
- Auszeichnung als Beste Nachwuchsdarstellerin (María Valverde)
- Nominierung für Bestes adaptiertes Drehbuch (Manuel Martín Cuenca und Lorenzo Silva)

13th Actors and Actresses Union Awards 2004
- Nominierung als Beste neue Schauspielerin (María Valverde)
- Nominierung als Beste männliche Nebenrolle (Rubén Ochandiano)[9]

Medallas del Círculo de Escritores Cinematográficos 2003
- Auszeichnung als Bester Hauptdarsteller (Luis Tosar)
- Auszeichnung als Beste Nachwuchsdarstellerin (María Valverde)[10]